# Rhys ab Owain
Rhys ab Owain († 1078) war ein König des walisischen Fürstentums Deheubarth.
Er war ein Sohn von Owain ab Edwin und ein Urenkel von Einion ap Owain und der letzte Angehörige der älteren Linie der Nachkommen von Hywel Dda. Er gehörte zu den walisischen Fürsten, die um 1070 von einem normannischen Heer unter William FitzOsbern in Brycheiniog geschlagen wurden. Nach dem Tod seines Bruders Maredudd ab Owain konnte er sich gegen Bleddyn ap Cynfyn von Gwynedd durchsetzen und wurde 1072 König von Deheubarth. Mit Hilfe von Rhydderch ap Caradog von Rhos konnte er 1075 erneut Bleddyn ap Cynfyn schlagen, der kurz darauf getötet wurde. Rhydderch selbst wurde 1076 ebenfalls getötete, so dass Rhys der mächtigste Fürst von Südwales wurde. Er wurde jedoch 1078 in der Schlacht von Goodwick von Trahern ap Caradog von Gwynedd vernichtend geschlagen. Rhys musste flüchten und wurde zusammen mit seinem Bruder Hywel gegen Ende des Jahres von Caradog ap Gruffydd von Gwent getötet. Sein Nachfolger wurde sein Cousin zweiten Grades Rhys ap Tewdwr.